# فهرست باورهای نادرست رایج
در این فهرست، برخی پندارها و باورهای نادرست-که به‌طور گسترده پخش شده و پذیرفته شده‌اند-آورده شده است. هر یک از این مطالب در نشریات رسمی مورد بحث قرار گرفته‌اند. توجه کنید که عبارتی که پس از هر مورد آمده‌اند، براساس حقایقِ دانسته‌شده هستند، و به خودِ پندارهای نادرست تنها اشاره‌ای شده و در مورد آن‌ها توضیحی آورده نشده است.

## تاریخ

### دورهٔ پیش از مدرن
- اعتقاد اروپاییان به زمین تخت مانع از تلاش کریستوف کلمب در راستای به دست آوردن پشتیبان برای سفر دریایی نشد. دریانوردان و ملوانان آن دوران از کروی بودن زمین آگاه بودند، اما با تخمین کلمب دربارهٔ فاصله تا هند مخالف بودند. این تخمین تقریباً یک ششم فاصله واقعی بود. اگر قاره آمریکا وجود نداشت و کلمب مسیرش به سمت هند را ادامه می‌داد، با توجه به سرعت حرکت کشتی آن‌ها، پیش از رسیدن به هند مواد غذایی به پایان می‌رسید. بدون توانایی محاسبه طول جغرافیایی در دریا، او هرگز متوجه نمی‌شد که تخمینش اشتباه است. از زمان فلاسفه یونانی مانند افلاطون و ارسطو، بسیاری از عالمان معتقد بودند که زمین گرد است.[۱][۲] در حدود سال ۲۴۰ پیش از میلاد اراتوستن قطر زمین را به‌طور دقیق اندازه‌گیری کرد.[۳][۴][۵] همچنین افسانه زمین تخت را ببینید.

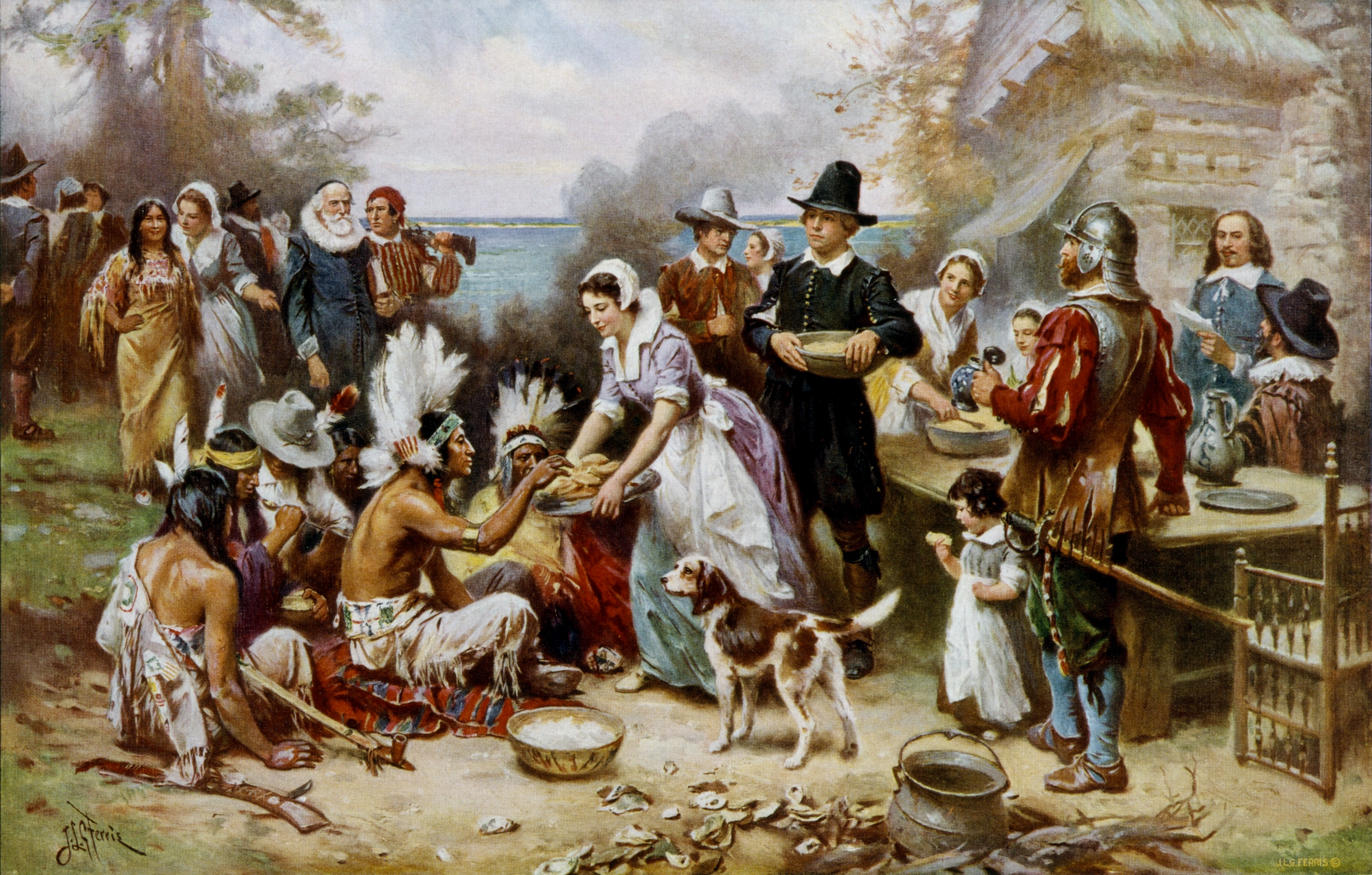
اولین جشن شکرگزاری به وسیله ژان لئون ژروم فریس(۱۹۱۴ میلادی). بسیاری از عناصری که به تصویر کشیده شده‌اند، اشتباه و نا به هنگامند.

- کلمب به هنگام کشف آمریکا، اکتشاف قاره‌ای جدید را در سر نداشت. اگرچه برخی مورخان گمان می‌کنند که او می‌دانست یک خشکی میان آسیا و اروپا کشف کرده است،[۶] اما اکثر نوشته‌های به جای مانده نشان می‌دهند، که او فکر می‌کرد به ساحل شرقی آسیا رسیده است.[۷] اکثر خشکی‌هایی که کلمب در طول چهار سفر دریایی خود بر روی آن‌ها پای گذاشت، از جمله اولین فرود او در ۱۲ اکتبر ۱۴۹۲، جزایر واقع در دریای کارائیب بودند. کلمب اولین اروپایی نبود که پا به آمریکا گذاشت: حداقل یک کاشف، یعنی لیف اریکسون پیش از او به مکانی رسید که امروزه به نیوفاندلند و لابرادور مشهور است. این مکان در زمان اروپاییان هم عصر کلمب محلی مناسب برای ماهی‌گیری بود.
- طبق یک افسانه، مارکو پولو پاستا را از چین آورده است.[۸] این افسانه از مجله ماکارونی، سرچشمه می‌گیرد که با هدف ترویج پاستا در ایالات متحده، توسط انجمن صنایع غذایی منتشر می‌شد.[۹] مارکوپولو در سفرهای خود، غذایی مشابه «لاگانا» را توصیف می‌کند، اما از واژه‌ای استفاده می‌کند که برایش آشناست. بر اساس مجله انجمن ملی پاستا، گندم ماکارونی و در نتیجه پاستا، در طول پیروزی بر سیسیل در اواخر قرن ۷ام به وسیله مردم عرب ساکن لیبی معرفی شد.[۱۰] در نتیجه این اتفاق حدود ۶ قرن پیش از سفر مارکو پولو به چین روی داد.
- بسیاری معتقدند، اولین روز شکرگزاری، شکرگزاری در مستعمره پلیموت بود. اما این روز اولین روز شکرگزاری در شمال قاره آمریکا نیست. پیش از آن، روزهای شکرگزاری در سال ۱۵۶۵ در سنت آگوست، فلوریدا (مستعمره اسپانیا)،[۱۱][۱۲] در سال ۱۵۷۸در خلیج فوربیشر،[۱۳] در سال ۱۶۰۷ در جیمزتاون ویرجینیا[۱۴] و در سال ۱۶۱۹ در برکلی هاندرد[۱۵] برگزار شدند. همچنین جشن‌های محلی مشابه نیز بارها برگزار گردیدند.[۱۶] انجمن روز شکرگزاری در جشن پلیموت بیشتر کار نویسندهٔ قرن ۱۹م، سارا ژوزفا هاله بود که بیش از چند دهه برای تعطیلات شکرگزاری ملی تلاش کرد.[۱۷][۱۸][۱۹]
- زمانی که رعایا به ماری آنتوانت گفتند که مردم به دلیل نداشتن نان برای خوردن گرسنه‌اند، او چنین پاسخی نداد؛ «پس بگویید شیرینی بخورند.». این عبارت اولین بار در اعترافات روسو بیان شده بود، و در آن زمان ماری تنها ۹ ساله بود و بسیاری از دانشمندان معتقدند که ژان-ژاک روسو این جمله را از خودش نوشته است، یا اینکه ماری ترسا همسر لوئی چهاردهم آن را بیان کرده است. حتی روسو (یا ماری ترسا) نیز دقیقاً این عبارت را بیان نکرده بلکه نوشته است، «بگویید نان بریوش بخورند». ماری آنتوانت ملکه‌ای نفرت‌انگیز بود، لذا، بسیاری از افراد عبارت «بگویید شیرینی بخورند» را به او نسبت دادند تا او را فردی سنگدل و بی‌توجه به مردم نشان دهند.[۲۰]
- امضای اعلامیه استقلال ایالات متحده آمریکا در تاریخ ۴ ژوئیه ۱۷۷۶، اتفاق نیفتاد امضای نهایی آن سند توسط دومین کنگره قاره‌ای در آن تاریخ بود و این سند در ۴ و ۵ ژوئیه چاپ و بین مردم پخش شد،[۲۱] اما امضای اصلی در ۲ اوت ۱۷۷۶ اتفاق افتاد.[۲۲]

### تاریخ جدید

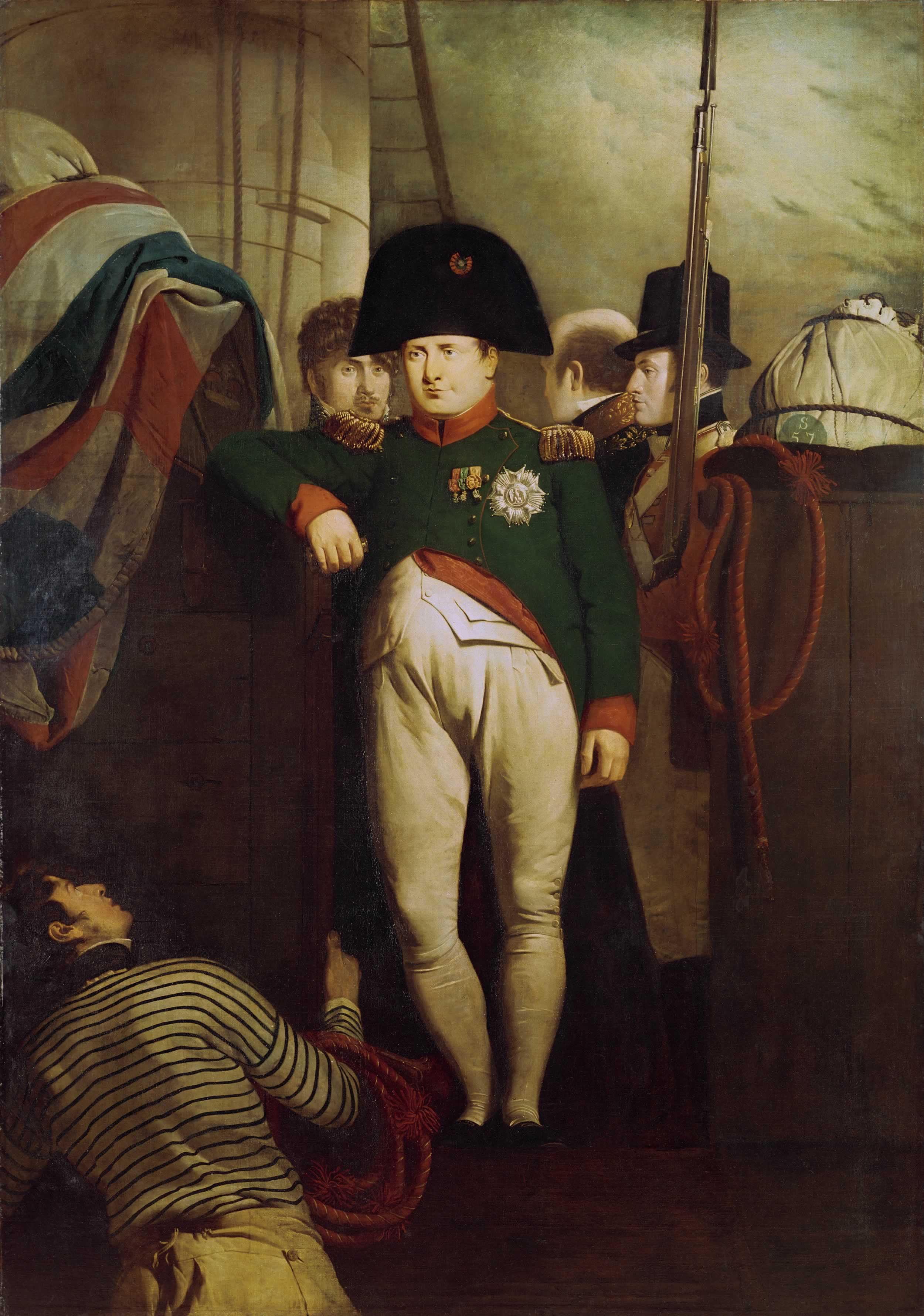
ناپلئون بناپارت. همان‌طور که در تصویر پیداست وی از لقب خود، سرجوخه کوچک، قدبلندتر بود.

- شرکت کوکاکولا اولین شرکتی نبود که از تصویر بابا نوئل به منظور حربه‌ای تبلیغاتی استفاده کرد. زمانی که کوکاکولا شروع به استفاده از تصویر بابا نوئل در دهه ۱۹۳۰ نمود، بابا نوئل وارد فرهنگ عامه شده بود و به‌طور گسترده در تبلیغات دیگر شرکت‌ها و رسانه‌ها به کار می‌رفت.[۲۳]

## روابط بین‌الملل
- هری ترومن هیچ اولتیماتومی به ژوزف استالین (مبنی بر استفاده از بمب اتمی) برای خروج نیروی نظامی شوروی از خاک آذربایجان نداده بود.[۲۴]

## مشاهیر
- تصاویر منتسب به دکتر حسابی در کنار آلبرت اینشتین در حقیقت مربوط به ریاضی‌دان اتریشی، کورت گودل است.[۲۵]
- بر سر در سازمان ملل هیچ شعری از سعدی نوشته نشده است. هرچند شعر معروف بنی‌آدم از سعدی، بر روی فرش نفیس ایرانی موجود در سالن مذاکرات سازمان ملل متحد نقش بسته است.[۲۶]
- جرج واشینگتن دندان چوبی نداشت. دندان مصنوعی او از طلا، عاج کرگدن، سرب و دندان انسان و پستانداران (شامل دندان‌های اسب و الاغ) ساخته شده بود.[۲۷]
- ناپلئون بناپارت (در تصویر) قدکوتاه نبود، بلکه او از یک فرد فرانسوی با قد متوسط بلندتر بود. در هنگام مرگ طول قد امپراتور فرانسوی برابر ۵ پا و ۲ اینچ (پای فرانسوی) برابر با ۱٫۶۹ متر ثبت شده است.[۲۸]
- آلبرت اینشتین در مدرسه در درس ریاضی رد نشد، بلکه همان‌طور که خود گفته است: من هرگز در ریاضی رد نشدم، من تا پیشل از ۱۵ سالگی حساب دیفرانسیل و انتگرال را می‌دانستم. [۲۹][۳۰] البته او در اولین آزمون ورودی برای انستیتو تکنولوژی فدرال سوئیس‌در سال ۱۸۹۵ پذیرفته نشد، هرچند در آن زمان از دیگر شرکت‌کنندگان دو سال کوچک‌تر بود. وی در این آزمون نیز بالاترین نمره‌های درس ریاضی و علوم کسب کرد.[۳۱]
- اینشتین، برخلاف باور پذیرفته‌شده در بین مردم، راست‌دست بود.[۳۲][۳۳] به نظر می‌رسد که شاهدی برای چپ‌دست بودن او وجود ندارد.[۳۴]
- رونالد ریگان هرگز برای بازی در نقش ریک بلین در فیلم کلاسیک کازابلانکا که در نهایت هامفری بوگارت آن نقش را بر عهده گرفت، انتخاب نشده بود. این عقیده از استودیویی سرچشمه گرفت که تولید این فیلم را اطلاع داده بود. آن‌ها از این نام برای جذاب کردن فیلم استفاده کردند. در زمان اکران این فیلم، برادران وارنر می‌دانست که ریگان به دلیل فرارسیدن زمان رفتن به سربازی، توانایی نقش بازی کردن در هیچ فیلمی را ندارد.[۳۵] مدارک استودیو نشان می‌دهد که تهیه‌کننده فیلم، هال بی. والیس، همواره برای این نقش به دنبال بوگارت بود.

## قانون‌گذاری و جرایم
- سفارت‌ها و کنسولگری‌ها جزو خاک کشوری که نماینده آن هستند به‌شمار نمی‌روند بلکه بخشی از خاک کشور مهمان‌دار محسوب می‌شوند. (آن‌ها بر اساس «قرارداد وین درباره روابط سیاسی» از حمایت‌های قانونی ویژه‌ای برخوردار هستند)[۳۶][۳۷]

## غذا و آشپزی
- برخلاف باور عامه مردم که اسفناج را یک گیاه با میزان آهن زیاد می‌دانند، این سبزی فقط دارای ۲/۷۱ میلی‌گرم آهن در ۱۰۰ گرم اسفناج خام است.[۳۸] به رغم باور همگان، اسفناج منبع فوق‌العاده خوب آهن نیست، زیرا میزان اسید اکسالات آن، بدن را از جذب مواد معدنی بازمی‌دارد.[۳۹]
- برخی آشپزها خیال می‌کنند چون دمای جوش کم الکل باعث تبخیر سریع آن هنگام گرم کردنش می‌شود، مواد غذاییپخته‌شده با شراب یا لیکور غیرالکلی خواهند بود. به هر حال، مطالعه‌ای نشان داد که قدری الکل باقی می‌ماند: ۲۵٪ بعد از یک ساعت، و ۱۰٪ پس از دو ساعت پختن یا نیم جوش کردن.[۴۰][۴۱]
- اجاق مایکروویو غذا را از درون نمی‌پزد، به دلیل اثر پوستی امواج مایکروویو تنها تا عمق کمی به درون غذا نفوذ می‌کنند و حرارت چندانی در عمق بیش از سطح غذا در آن ایجاد نمی‌شود. برای مثال عمق پوستی گوشت تنها ۱سانتی‌متر در بسامدهای رایج در این دستگاه‌ها است.[۴۲]
- قرار دادن فلز داخل دستگاه مایکروویو به وسایل الکترونیکی دستگاه آسیبی نمی‌رساند. اما موضوعات ایمنی دیگری وجود دارد: ممکن است قطعاتی که نمی‌توان از آن‌ها در داخل دستگاه مایکروویو استفاده کرد، سبب ایجاد قوس الکتریکی شوند و در نتیجه وسایل فلزی ممکن است به قدری داغ شوند که به غذا، پوست و وسایل داخل دستگاه آسیب برسانند. می‌توان بدون هیچ خطری از وسایل فلزی طراحی شده برای مایکروویو استفاده کرد. از جمله این وسایل می‌توان به ورقه‌های فلزی استفاده شده در بسته‌بندی‌ها و پیتزا پزها اشاره کرد.[۴۳]
- واژه سوشی به معنای «ماهی خام» نیست و همه سوشی‌ها شامل ماهی خام نمی‌شوند، بلکه واژه سوشی به معنای «برنج ترش» است و به برنج سرکه‌ای استفاده شده در آن (سوشی)، اشاره می‌کند.[۴۴]

## واژه‌ها و عبارات
- ریشه واژه "fuck" به آنگلوساکسون‌های مسیحی در سده هفتم میلادی به عنوان سرنام "Fornication Under Consent of King" (به معنای "زنای غیر محصنه با موافقت پادشاه") برنمی‌گردد. همچنین ریشه آن سرنام "For Unlawful Carnal Knowledge" (به معنای "برای آگاهی شهوانی حرام") بازنمی‌گردد. یا به عنوان نشانه‌ای بالای سر زناکاران در چوبه مجازات یا به عنوان اتهام جنایی به نیروهای مسلح بریتانیا به کار نمی‌رفت. همچنین ریشه آن به فساد در "شهامت سرخدار" در زمان جنگ آگینکورت در قرن ۱۵ام برنمی‌گردد.[۴۵] زبان انگلیسی مدرن پس از سده شانزدهم رواج یافته است و تا زمان تأثیر زبان آنگلو-نرمن در اواخر سدهٔ دوازدهم، واژگانی چون "Fornication" و "Consent" به هیچ شکلی در زبان انگلیسی وجود نداشتند. اولین استفاده از واژه "fuck" در انگلیسی به سال ۱۴۷۵ میلادی و شعر "فلن فلایز" برمی‌گردد که به شکل "fuccant" (ساخته‌شده از واژه‌ای لاتینی به معنای "they fuck") به کار رفت. ریشه آن آلمانی آغازین است و به یکی از این سه واژه برمی‌گردد: fokken در زبان هلندی، ficken در زبان آلمانی و fukka در زبان نروژی.[۴۶]
- واژه "crap" حاصل پسین‌سازی نام خانوادگی لوله‌کش بریتانیایی توماس کراپر (Thomas Crapper) نیست. همچنین اگرچه این نام خانوادگی سبب شهرت این واژه شده، این نام خانوادگی نیز از واژه "crap" سرچشمه نگرفته است.[۴۷] نام خانوادگی "Crapper" نوع دیگری از "Cropper" است، که در اصل به کسی برمی‌گردد که محصولات را خرمن‌چینی می‌کرد.[۴۸][۴۹] واژه "crap" به واژه "crappa" در زبان لاتین قرون وسطی به معنا سبوس برنج بازمی‌گردد.[۵۰]
- واژه «Golf» از مخفف عبارت «Gentlemen Only, Ladies Forbidden» (فقط آقایان، خانم‌ها ممنوع) ریشه نگرفته است. خاستگاه واقعی این واژه نامشخص است اما در دوران اسکاتلند میانه وجود داشته است.[۵۱][۵۲]

## علم

### فیزیک
- مه‌بانگ در مورد منشأ جهان توضیحی نمی‌دهد، بلکه در مورد تحول اولیه آن بحث می‌کند.[۵۳]

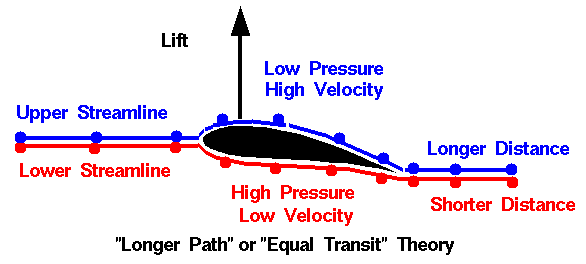
تصویری از استدلال نادرست «مسیر طولانی‌تر» یا «انتقال یکسان» دربارهٔ جریان هوا در کنار بال هواپیما

- اثر کوریولیس عامل ایجاد چرخش آب در خروجی آب وان حمام یا دستشویی نیست.[۵۴] در حقیقت این نیرو بسیار کوچک‌تر از آن است که بتواند چنین اثری داشته باشد. این آثار در مقیاس‌های بزرگ نظیر سامانه‌های آب‌وهوا یا جریان‌های اقیانوسی خود را نشان می‌دهند. عامل تعیین‌کننده جهت چرخش آب در وان حمام نیروهای دیگری هستند.[۵۵]
- برخلاف آنچه در بسیاری از کتاب‌های غیرتخصصی و حتی در برخی کتاب‌های درسی یا مراجع آموزش دوره‌های خلبانی بیان می‌شود، جریان هوا، مسافت بالا و پایین بال هواپیما را در مدت‌زمان یکسان طی نمی‌کند.[۵۶] nدر حقیقت، هوای حرکت‌کننده در بالای ماهی‌واره‌ی هواپیما ـ که نیروی بالابر را تولید می‌کند ـ سرعتی بسیار بیشتر از آنچه از طریق استدلال «مسیر طولانی‌تر» یا «انتقال یکسان» به دست می‌آید داراست.[۵۶]
- فوت کردن روی سطح یک تکه کاغذ به شکل خمیده و مشاهدهٔ اثر آن، نمایشی از اصل برنولی نیست. هرچند این آزمایش یک آزمایش رایج برای تبیین این اصل است،[۵۷][۵۸][۵۹] اعمال معادلهٔ برنولی بر جریان‌های بالا و پایین کاغذ نادرست است، زیر این دو، میدان‌هایِ شارِ متفاوتی هستند و معادلهٔ برنولی را تنها می‌توان برای یک میدان شار نوشت.[۶۰][۶۱][۶۲][۶۳][۶۴][۶۵][۶۶][۶۷] بلند شدن کاغذ به دلیل جریان یافتنِ هوا روی سطح خمیده کاغذ است، زیرا یک جریان خمیده در جهت عمود بر شار فشار وارد می‌کند.[۶۸][۶۹][۷۰] از نوشتن معادلهٔ برنولی برای این آزمایش می‌توان نتیجه گرفت که فشار هوا در بالای کاغذ، جایی که سرعت جریان هوا بیشتر است، نسبت به فشار آن در دهان فردِ در حال فوت کردن، کمتر است.[۷۱][۷۲]
- اینکه آذرخش هیچ‌گاه دو بار به یک جا برخورد نمی‌کند، یکی از قدیمی‌ترین و معروف‌ترین خرافه‌ها در مورد آذرخش است. هیچ دلیلی برای اینکه آذرخش دو بار به یک محل برخورد نکند وجود ندارد و در طول یک طوفان تندری، احتمال برخورد آذرخش به برخی اجسام که رسانا و نوک‌تیز هستند و در ارتفاع بالاتری قرار دارند بیشتر است. برای نمونه، به‌طور میانگین، در طول سال صاعقه بیش از ۱۰۰ بار به ساختمان امپایر استیت در نیویورک برخورد می‌کند.[۷۳][۷۴]
- یک سکه که از ارتفاعی زیاد، مانند ساختمان امپایر استیت رها شده است نمی‌تواند سبب مرگ یک شخص یا شکاف برداشتن پیاده‌رو شود.[۷۵] سرعت حد یک سکه در حدود ۵۰ تا ۸۰ کیلومتر بر ساعت (معادل ۳۰ تا ۵۰ مایل بر ساعت) است و این سرعت با بیشتر کردن ارتفاع رها کردن سکه تغییر نمی‌کند. در این سرعت، سکه نمی‌تواند به استخوان جمجمه یا بتن نفوذ کند.

### ریاضیات
- یونانیان باستان در طراحی پارتنون، نسبت طلایی را به صورت عمدی رعایت نکرده‌اند.[۷۶][۷۷] ساخت این معبد در ۴۳۸ پیش از میلاد، یعنی یک سده پیش از نخستین اشارهٔ ثبت‌شده به این نسبت توسط اقلیدس، به پایان رسیده است. همچنین در متن مرد ویتورین، اثر لئوناردو داوینچی اشاره‌ای به نسبت طلایی نشده است، هرچند چندین نسبت دیگر در آن آورده شده است.[۷۸][۷۹]

### اخترشناسی

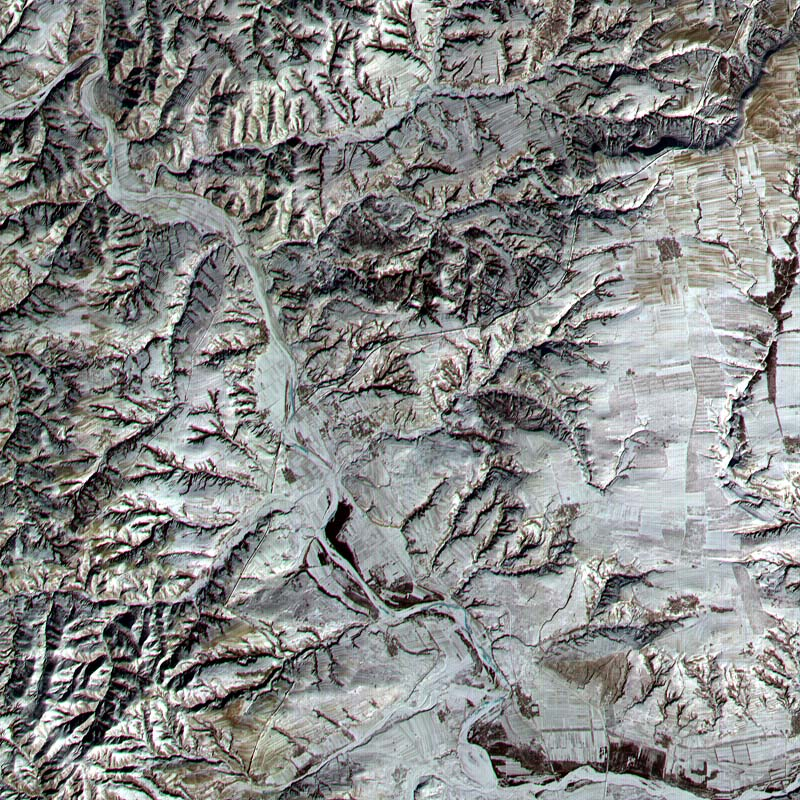
یک تصویر ماهواره‌ای از یک قسمت از دیوار چین، که به صورت قطری از پایین سمت چپ به بالا سمت راست کشیده شده است (با رودخانه‌ای که از بالا سمت چپ به پایین سمت راست کشیده شده اشتباه نشود. (ناحیه ثبت شده ۱۲×۱۲ کیلومتر است)

- گفته می‌شود که دیوار بزرگ چین تنها موجود ساخته‌شده به دست بشر است که از ماه دیده می‌شود. این تصور نادرست است. هیچ‌کدام از فضانوردان آپولو این ادعا را مطرح نکرده‌اند و حتی فضانوردانی که در مدار زمین می‌چرخند نیز به سختی می‌توانند چنین ادعایی مطرح سازند. گفته می‌شود که این باور چندین دهه پیش از نخستین فرود بر سطح ماه توسط ریچارد هالیبرتون مطرح شده است. از یکی از فضانوردان نقل شده است که «دیوار چین از ارتفاع حدود ۱۸۰ مایلی ناپدید می‌شود.»[۸۰]
- سیاه‌چاله‌ها برخلاف باور نادرست ایجادشده از آنها، هر آنچه در پیرامون آنهاست را به درون خود نمی‌مکند.[۸۱] برای مثال اگر خورشید با یک سیاه‌چاله با همین جرم جایگزین می‌شد، شعاع مدارهای سیارات تغییری نمی‌کرد.[۸۲]
- شهاب‌سنگ‌ها هنگام برخورد با زمین لزوماً داغ نیستند. درحقیقت روی سطح بسیاری از آن‌ها ذرات شبنم یافت‌شده است. هنگام ورود به جو زمین، حرارت ناشی از ورود به جو زمین سطح آن‌ها را ذوب می‌کند، اما درون آن‌ها فرصتی برای داغ شدن ندارد.[۸۳]
- حرارت ناشی از ورود به جو زمین هنگام ورود یک جسم به جو، (عمدتاً) ناشی از اصطکاک نیست، بلکه به دلیل فشرده شدن هوای جلوی جسم واردشونده است.[۸۴][۸۵]
- فصل‌ها بر اثر نزدیک‌تر شدن زمین به خورشید در تابستان نسبت به زمستان پدید نمی‌آیند. در واقع، زمین وقتی‌که در نیمکرهٔ شمالی تابستان است، در دورترین فاصله از خورشید قرار دارد. فصل‌ها بر اثر انحراف محوری ۲۳٫۴-درجه‌ای زمین ایجاد می‌شوند. با گردش زمین به دور خورشید، مقادیر متفاوتی آفتاب بر بخش‌های مختلف دنیا می‌تابد. وقتی یک ناحیه از سطح زمین عمود بر تابش ورودی قرار می‌گیرد، تابش بیشتری دریافت می‌کند تا وقتی که در زاویه‌ای مایل قرار می‌گیرد. در ژوئیهٔ نیمکره شمالی به سوی خورشید شیب پیدا می‌کند، نتیجتاً روزها طولانی‌تر و تابش مستقیم‌تر می‌شود؛ در ژانویه، این نیمکره منحرف می‌شود. در نیمکره جنوبی که در ژانویه به سوی خورشید و در ژوئیه منحرف از خورشید شیب پیدا می‌کند فصل‌ها برعکس می‌شوند.[۸۶][۸۷]

### زیست‌شناسی

#### جانوران
برخلاف باور بسیاری که فکر می‌کنند کلاغ‌ها ۳۰۰ سال عمر می‌کنند که یک باور غلط است چرا که میانگین عمر کلاغ‌ها ۳۰ سال است.
- شترمرغ‌ها برای مخفی شدن از دشمنان، سرشان را درون خاک فرو نمی‌برند.[۸۸] پلینیوس این موضوع غلط را ترویج داده و نوشته است، «زمانی که آن‌ها سر و گردنشان را با زور در خاک فرو می‌برند، [شترمرغ‌ها] تصور می‌کنند که تمام بدنشان از دید دشمنان پنهان می‌ماند.»[۸۹]
- برداشتن جوجه پرنده از لانه خود و برگرداندن آن به جایش، با وجود باور غلط که انجام این کار سبب می‌شود تا مادر جوجه را طرد کند، برای جوجه زیان‌آور نیست.[۹۰][نیازمند منبع] برخی پرندگان حس بویایی ضعیفی دارند و بسیاری از گونه‌ها در درجه اول به حس بینایی خود وابسته‌اند. اما با این وجود بهتر است که جوجه را تنها گذاشت، زیرا پدر و مادر او معمولاً در نزدیکی لانه هستند.[۹۱]
- صدای اردک در عمل پژواک دارد[۹۲] اگرچه تحت برخی شرایط شنیدن این پژواک به وسیله گوش انسان کار دشواریست.[۹۳]
- اینکه حافظه ماهی قرمز فقط چند ثانیه است، موضوعی نادرست می‌باشد.[۹۴][۹۵] حافظه ماهی بسیار طولانی‌تر است و به چند ماه می‌رسد.
- کوسه‌ها واقعاً به سرطان مبتلا می‌شوند. انتشارات آوری این پندار غلط را که کوسه‌ها سرطان نمی‌گیرند، در کتاب «کوسه‌ها سرطان نمی‌گیرند» نوشته ویلیام لین، چاپ کرد. هدف آن فروش شیره غضروف کوسه، برای پیشگیری از سرطان بود. گزارش‌های مبنی بر وجود کارسینوماها در کوسه‌ها، و اطلاعات کنونی، اجازه هیچ خیال‌بافی دربارهٔ ایجاد تومور در کوسه‌ها را نمی‌دهد.[۹۶]
- گاوهای مسابقه از رنگ قرمز پرچم ماتادورها به خشم نمی‌آیند. گاوهای اهلی کوررنگ هستند و رنگ قرمز برایشان همچون رنگی روشن است. از این رو، این رنگ پرچم نیست که آن‌ها را خشمگین می‌کند، بلکه حرکت تهدیدآمیز آن است که باعث واکنش گاوها می‌شود.[۹۷][۹۸][۹۹]
- خفاش‌ها نابینا نیستند. در حالی که بسیاری از خفاش‌ها از توانایی پژواک‌یابی به عنوان مهم‌ترین حس برای درک جهان پیرامونشان بهره می‌گیرند، همه خفاش‌ها دارای چشم هستند و توانایی دید دارند. گذشته از این، همهٔ خفاش‌ها نیز توانایی پژواک‌یابی ندارند و بعضی برای یافتن طعمه‌هایشان در شب، دید بسیار قوی به دست آورده‌اند (مراجعه کنید به ابرخفاش و ریزخفاش).[۱۰۰][۱۰۱][۱۰۲]

##### بی‌مهرگان
- تبدیل شدن کرم خاکی به دو کرم به هنگام بریده شدن از وسط، باور غلط رایجی می‌باشد. اما، تعداد اندکی از گونه‌های کرم خاکی[۱۰۳] قادر به تولید مثل قدامی می‌باشند. زمانی که این کرم‌های خاکی به دو بخش تقسیم می‌شوند، تنها قسمت جلویی کرم که دهان در آن قرار دارد، می‌تواند تغذیه کند و زنده بماند و طرف دیگر می‌میرد[۱۰۴] گونه‌های کرم‌های پهن پلاناریا، هنگام تقسیم شدن به دو نصف، دو پلاناریا جدید تولید می‌کنند.[۱۰۵]
- بر اساس یک افسانه محلی، عنکبوت بابا لنگ‌دراز (عنکبوت دخمه‌ای تنومند بلند)، زهردار‌ترین عنکبوت جهان است، اما شکل آرواره آن سبب می‌شود که نتواند انسان را نیش بزند، و در نتیجه برای گونه‌های ما بی‌ضرر است. در حقیقت، آن‌ها می‌توانند پوست انسان را سوراخ کنند، اما حجم کم زهری که دارند تنها برای چند ثانیه، سبب ایجاد سوزشی ملایم می‌شود.[۱۰۶] گذشته از این، استفاده از واژه بابا لنگ‌دراز، سبب سردرگمی می‌شود؛ زیرا عنکبوت‌های دروگر (عنکبوت‌های خرمن، که جزو عنکبوتیان هستند ولی خود عنکبوت نیستند) و حشرات پا بلند نیز با نام بابا لنگ‌دراز مشهورند و باور غلط زهردار بودن را گسترش می‌دهند.[۱۰۷][۱۰۸]

##### گیاهان

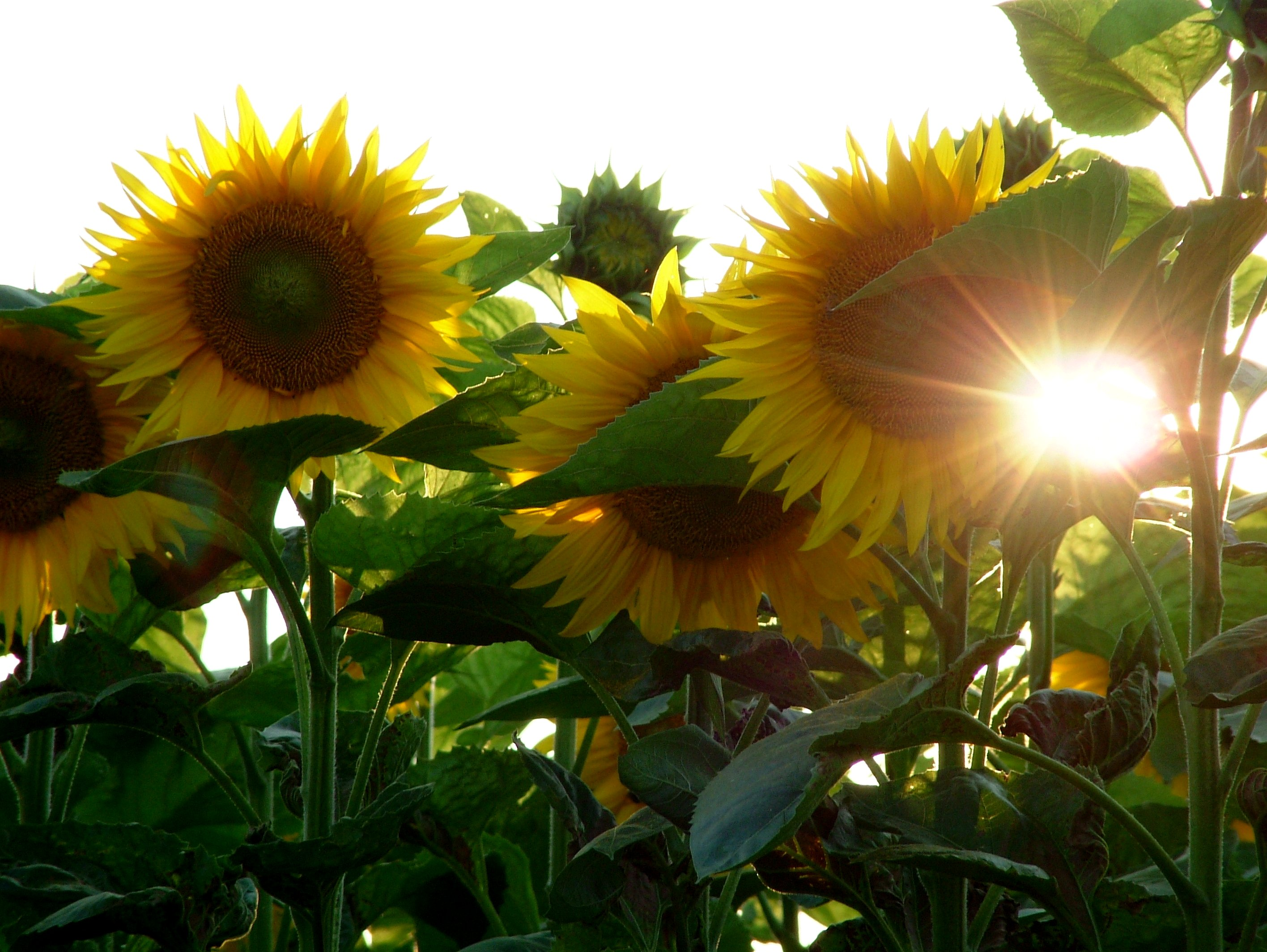
آفتاب‌گردان‌ها و خورشید که به وضوح پشت سر آن‌ها قرار دارد.

- آفتاب‌گردان‌های گل‌دار خورشید را در آسمان دنبال نمی‌کنند.[۱۰۹] سر این گیاه‌ها تمام روز روبه یک جهت (معمولاً شرق) باقی می‌ماند.[۱۱۰] البته در یکی از مرحله‌های آغازین رشد آن‌ها، غنچه‌ها آفتاب را دنبال می‌کنند و قرار گرفتن همهٔ آفتاب‌گردان‌ها در یک سو در زمان رشد کامل به همین دلیل است.[۱۱۱]

#### تکامل
- واژه نظریه در نظریه تکامل به این معنا نیست که در خصوص معتبر بودن آن در جریان اصلی علمی شکی وجود دارد؛ مفاهیم نظریه و فرضیه معانی خاصی در زمینهٔ علمی دارند. در حالی‌که نظریه در کاربرد محاوره‌ای ممکن است معنای حدس یا گمان بدهد، یک نظریه علمی مجموعه اصولیست که پدیده‌های قابل مشاهده را با استفاده از الفاظ طبیعی توضیح می‌دهد.[۱۱۲][۱۱۳] «واقعیت و نظریه علمی با قطعیت قابل جداسازی نیستند»[۱۱۴] و تکامل به همان مضمون نظیر نظریه جرم یا نظریه گرانش یک نظریه است.[۱۱۵]
- تکامل تلاش نمی‌کند که منشأ حیات[۱۱۶] یا منشأ و توسعه جهان را توضیح دهد. در حالی که تکامل زیستی فرایندی را توصیف می‌کند که گونه‌ها و دیگر سطوح سازمان زیستی سرچشمه می‌گیرد و در پایان تمام شکل‌های حیات را به جهان‌نیای پایانی متصل می‌کند، در اصل ارتباطی با منشأ خود حیات ندارد،[۱۱۷] و به ریشه و تکامل جهان و اجزای آن مربوط نمی‌شود. تئوری تکامل در درجه اول با تغییرات در تولیدات پی در پی در طول زمان بعد از منشأگیری حیات در ارتباط است.[۱۱۸] مدل علمی مرتبط با خاستگاه نخستین جانداران زنده از مولکول‌های آلی و غیرآلی، به پیداش حیات معروف است و تئوری غالب برای توصیف رشد آغازین جهان ما، مدل انفجار بزرگ است.

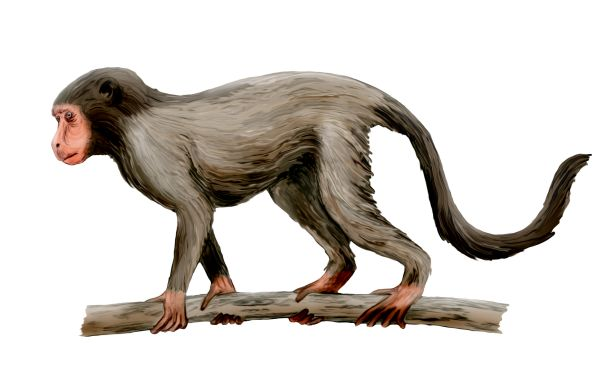
نوسازی میمون مصری، پستانداری که به فاصله بین انسان و میمون بر قدیم در فرگشت انسان بازمی‌گردد.

- انسان، تکامل‌یافته هیچ‌یک از گونه‌های شامپانزه‌ها نیست.[۱۱۹] همچنین انسان تکامل یافته گونه‌های شامپانزه‌های منقرض شده، جد مشترک شامپانزه و انسان، نمی‌باشد.[۱۲۰][۱۲۱] دو گونه تازه (شامپانزه‌های معمولی و بونوبوها) نزدیکترین اجداد زنده انسان هستند و برخی انسان‌شناسان و زیست‌باستان‌شناسان قبول دارند که انسان از یک شامپانزه منقرض شده ایجاد نشده است، بلکه گونه‌ای از شامپانزه زنده است.[۱۲۲][۱۲۳] نزدیک‌ترین نیای مشترک انسان و سایر شامپانزه‌های زنده حدود ۵ تا ۸ میلیون سال قبل زندگی می‌کرد.[۱۲۴] یافتن آردی‌کپی‌های ۴٫۴ میلیون ساله، نشان می‌دهد که این اجداد، جانوران مناسب دوپا (نه چهارپا) و کوچکی بودند و دست و پای درازتر و پوزه کوچکتری نسبت به شامپانزه‌ها داشتند. مخالف ایده شامپانزه‌ها، آن‌ها از زمان آن شکاف تکامل بسیاری یافتند و به بالاروندگان بزرگتر، مهاجم‌تر و تواناتری تبدیل شدند.[۱۲۵] این جانداران، با دیگر کپی‌ها، انسان‌ها و شامپانزه‌ها، خانواده انسانیان را شکل می‌دهند. این گروه از اجدادی متداول با تکامل میمون‌های جهان قدیم در حدود ۴۰ میلیون سال پیش به وجود آمدند.[۱۲۶][۱۲۷]
- تکامل، نقشه‌ای برای توسعه سازگاری جاندار زنده برای زنده ماندن ارائه نمی‌کند.[۱۲۸][۱۲۹] برای مثال، روشی نادرست برای توصیف تکامل زرافه اینست که بگوییم گردن زرافه با گذر زمان به دلیل نیاز به رسیدن به درختان بلند، دراز می‌شود. تکامل نیاز و پاسخی را نمی‌بیند؛ به جای آن، یک فرایند بی هدف است. جهشی که سبب ایجاد گردن درازتر می‌شود، احتمالاً برای جانوری که در محل دارای درختان بلند زندگی می‌کند، مفیدتر از محلی است که درختان کوچک دارد، و در نتیجه احتمال زنده ماندن ژن‌های گردن‌دراز افزایش می‌یابد. درختان بلند نه می‌توانند سبب ایجاد جهش شوند و نه می‌توانند درصد تولد زرافه‌های گردن درازتر را افزایش دهند.[۱۳۰] در مثال زرافه، آنچه که در تکامل گردن دراز نقش دارد، انتخاب جنسی می‌باشد. در واقع گردن دراز به عنوان یک ویژگی جنسی، که برای نرها مزیت دارد، سبب تکامل می‌شود.[۱۳۱]
- برخلاف مطلبی که در بسیاری از کتاب‌ها یافت می‌شود، دایناسورها بر اثر عدم توانایی در سازگاری خود با تغییرات آب‌وهوایی معمولی منقرض نشدند. در واقع، دایناسورها گروهی بسیار سازگار و موفق بودند، و انقراض آن‌ها نتیجه رویدادی خارق‌العاده بود که بسیاری از گیاهان، پستانداران و جانداران دریایی را نیز نابود ساخت.[۱۳۲] محتمل‌ترین دلیل آغاز رویداد انقراض کرتاسه-پالئوژن، برخورد شهاب‌سنگ به شبه جزیره یوکاتان می‌باشد.[۱۳۳] همچنین تمام دایناسورها منقرض نشدند. پرندگان تکامل یافته ددپایان بالدار کوچک در ژوراسیک می‌باشند، و زمانی که نسل دایناسورها در اواخر کرتاسه در حال انقراض بود، برخی پرندگان نجات یافتند. در نتیجه، اجداد دایناسورها بخشی از جانداران امروزی‌اند.[۱۳۴]
- پستانداران تکامل‌یافته هیچ‌یک از گروه‌های امروزی خزندگان نیستند. اندکی پس از ظهور خزندگان، آن‌ها به دو دسته خزندگان چهرگان و هم‌کمانان تقسیم شدند.[۱۳۵] حدود ۳۲۰ میلیون سال پیش، در اواسط دوران کربنیفر، مسیری که به پستانداران ختم می‌شد، از مسیر خزندگان امروزی (خزندگان چهرگان)، فاصله گرفت. بعدها (در اواخر کرینیفر با اوایل پرمیان)، گروه‌های امروزی خزندگان (پولک‌خزندگان، لاکپشت‌ها و کروکودیل‌ها) مسیر خود را تغییر دادند. پستانداران، تنها بازماندگان خط هم‌کمانان، «خواهر و برادر» خزندگان امروزی نمی‌باشند، بلکه «عمو زادگان» آن‌ها هستند.[۱۳۶]
- به گفتهٔ فرهنگستان علوم کالیفرنیا تنها ۵۹ درصد از بزرگسالان در ایالات متحده آمریکا می‌دانند که انسان‌ها و دایناسورهای غیرپرنده هم‌زمان با هم نمی‌زیسته‌اند.[۱۳۷] آخرین دایناسورهای غیرپرنده ۶۵٫۵ میلیون سال قبل، بعد از انقراض دوران سوم کرتاسه از بین رفتند. درحالی که اولین انسان‌ها بین ۲٫۳ تا۲٫۴ میلیون سال قبل پدیدار شدند؛ بنابراین فاصله‌ای ۶۳ میلیون سالی بین این دو گونه وجود دارد.
- تکامل و قانون دوم ترمودینامیک در تناقض با هم نیستند. یک استدلال معمول علیه تکامل این است که آنتروپی طبق قانون دوم ترمودینامیک با زمان افزایش می‌یابد و در نتیجه تکامل نمی‌تواند پیچیدگی بیشتر ایجاد کند. اما این قانون در مورد پیچیدگی اعمال نمی‌شود، و برای سامانه‌های منزوی (ایزوله) تعریف می‌شود،[۱۳۸] که زمین چنین نیست (با فضای بیرون ارتباط دارد).[۱۳۹]
- تکامل پیشرفتی از ارگانیسم‌های پست به کامل نیست، و لزوماً باعث افزایش پیچیدگی نمی‌شود. یک جمعیت ممکن است تکامل پیدا کرده و ساده‌تر شود، ژنوم کوچکتری پیدا کند، ولی تنازل یک اسم بی‌مسمی است.[۱۴۰][۱۴۱]

### بدن انسان و سلامتی
- غرق‌شدگی اغلب یک تلاش خشونت‌آمیز به‌شمار می‌آید که در آن قربانی با علامت دادن و فریاد زدن درخواست کمک می‌کند.[۱۴۲] اما در حقیقت، غرق‌شدگی برای تماشاچیان، به راحتی قابل تشخیص نیست. اغلب به دلیل پاسخ غرق‌شدگی غریزی، امکان بلند کردن دست‌ها و فریاد زدن وجود ندارد.[۱۴۲] فریاد زدن و علامت دادن، نشان‌دهندهٔ نیاز به کمک است، ولی خیلی قابل اعتماد نیست: بسیاری از قربانیانی که پاسخ غرق‌شدگی غریزی را نشان می‌دهند، پیش از غرق‌شدن هیچ علامتی مبنی بر نیاز به کمک ندارند.[۱۴۳]
- بیدار کردن یک خوابگرد به او آسیبی نمی‌رساند. هرچند ممکن است برای لحظاتی فرد آشفته و سراسیمه باشد، اما آسیب دیگری به او نمی‌رسد. از طرفی ممکن است فرد بر اثر حرکت زیاد و برهم خوردن تعادلش در هنگام خوابگردی آسیب ببیند. بیشتر آسیب‌دیدگی‌های خوابگردها ناشی از این مورد است.[۱۴۴][۱۴۵]
- قرارگرفتن در خلأ یا کاهش فشار کنترل نشده نه باعث منفجر شدن بدن می‌شود و نه سبب به جوش آمدن مایعات درونی بدن می‌گردد؛ بلکه این اتفاق پس از چند ثانیه سبب از دست رفتن هوشیاری و بعد از چند دقیقه موجب مرگ بر اثر هیپوکسی می‌گردد.

#### حواس

یک تصویر نادرست از زبان که قسمت‌های حس‌کنندهٔ (۱) تلخی، (۲) ترشی، (۳) شوری و (۴) شیرینی را نشان می‌دهد. در حقیقت همهٔ مزه‌ها توسط همهٔ قسمت‌های زبان قابل احساس هستند.

- همهٔ مزه‌ها توسط همهٔ قسمت‌های زبان قابل احساس هستند. هرچند بسته به شخص هر بخش کمی از قسمت‌های دیگر بیشتر یک مزهٔ ویژه را حس می‌کند.[۱۴۶] همچنین، پنج مزه اصلی وجود دارد که علاوه بر شوری و ترشی و شیرینی و تلخی شامل مزه گوشتی می‌شود.[۱۴۷][۱۴۸][۱۴۹][۱۵۰]
- انسان‌ها بیش از پنج حس دارند. باوجود اینکه تعاریف متفاوتند، تعداد آن‌ها از ۹ تا بیش از ۲۰ حس متغیر است. علاوه بر شنوایی، بینایی، چشایی، بویایی و لامسه که حس‌های شناسایی‌شده توسط ارسطو هستند، انسان‌ها می‌توانند تعادل و شتاب، درد، موقعیت اعضا و دمای نسبی را هم درک کنند.[۱۵۱] حس‌های دیگری که گاهی شمرده می‌شوند شامل حس زمان، خارش، گرسنگی، تشنگی، سیری، نیاز به ادرار کردن، نیاز به مدفوع کردن و نیز سطح کربن دی‌اکسید در خون است.[۱۵۲][۱۵۳]

#### پوست و مو
- چروک‌های حاصل از آب به دلیل جذب آب توسط پوست و تورم آن حاصل نمی‌شوند.[۱۵۴] این چروک‌ها حاصل سامانه عصبی خودگردانی می‌باشند که در پاسخ به پوست مرطوب، سبب انقباض عروق می‌شود و ظاهری چروکیده و متورم پیدا می‌کند. احتمالاً، این سازگاری به اجداد پستاندار ما کمک می‌کرد تا در محیط‌های لغزنده و مرطوب، بهتر چنگ بزنند.[۱۵۵][۱۵۶]
- تراشیدن مو سبب ضخیم، زبر و سیاه شدن مو نمی‌شود. مو تنها پهن‌تر می‌شود و احساس می‌کنیم زبر شده است. علت این باور اینست که مویی که تاکنون تراشیده نشده است، انتهایی مخروطی دارد، درحالی که بعد از اصلاح، نوک آن تراشیده می‌شود و مانند گذشته مخروطی نیست؛ موی تراشیده شده به دلیل نوک تیز و ساییده‌نشده، ضخیم‌تر و زبرتر به نظر می‌رسد. انعطاف‌پذیری کمتر موی کوتاه نیز به این موضوع کمک می‌کند.[۱۵۷]
- محصولات مراقبتی مو نمی‌توانند موخوره و موهای آسیب‌دیده را ترمیم کنند. آن‌ها می‌توانند در درجه اول از آسیب رسیدن به مو جلوگیری کنند، و به روشی جذاب آن را صاف کنند تا ظاهراً ترمیم شود، و ظاهر آن در شرایط بهتری به نظر آید.
- ژن موی قرمز در حال انقراض نیست. در اوت ۲۰۰۷، بسیاری از سازمان‌های خبر رسانی اعلام کردند که به دلیل چیرگی ژن موی قرمز، احتمالاً تا سال ۲۰۶۰، موی قرمز منقرض شود. اگرچه ممکن است مقدار آن کمتر شود (برای مثال، در ازدواج‌هایی که یکی از والدین بدون ژن موی قرمز باشد، موی کودک قرمز نخواهد بود، اما ممکن است یکی از نیاکانش موی قرمز داشته باشد)،[۱۵۸] تا زمانی که تمام افرادی که حامل این ژن هستند نمیرند یا عقیم نشوند، ژن موی قرمز منقرض نخواهد شد.[۱۵۹]
- پس از مرگ موها و ناخن‌ها رشد نمی‌کنند، بلکه پوست منقبض و چروک می‌شود و باعث می‌شود تا موها بلندتر به نظر برسند.[۱۶۰]

#### آشامیدنی و خوردنی
- برای حفظ سلامتی به ۸ لیوان آب یا دو تا سه لیتر آب در روز نیازی نیست.[۱۶۱] آب مورد نیاز با توجه به وزن افراد، سطح فعالیت، نوع پوشش و محیط (دما و رطوبت) متفاوت است. لازم نیست که آب به‌طور خالص نوشیده شود، بلکه می‌توان آن را با نوشیدن مایعاتی چون آبمیوه، چای، شیر، سوپ و غیره و خوردن غذاهای دارای میوه و سبزی، تأمین کرد.[۱۶۱]
- شکر سبب بیش‌فعالی کودکان نمی‌شود.[۱۶۲][۱۶۳] آزمایش کور نشان می‌دهد که تفاوتی بین کودکان دارای رژیم غذایی شکردار و بدون شکر وجود ندارد. حتی در بررسی‌هایی که کودکان دارای اختلال کم‌توجّهی - بیش‌فعالی یا حساس به شکر مورد پژوهش قرار می‌گیرند، یافته‌ها به همین شکل است.[۱۶۴]
- این‌طور نیست که الکل حتماً سلول‌های مغز را می‌کشد.[۱۶۵] اما می‌تواند به دو روش سبب مرگ سلول‌های مغز شود: (۱) آن‌هایی که به شدت از الکل استفاده می‌کنند و مغزشان به تأثیرات آن عادت کرده است، قطع ناگهانی مصرف الکل سبب سمیت تحریکی در آن‌ها و مرگ سلولی چندین قسمت از مغزشان می‌شود.[۱۶۶] (۲) در افرادی که بیشتر کالری روزانه خود را از الکل به دست می‌آورند، کمبود ویتامین ب۱ می‌تواند موجب ایجاد سندرم کورساکف شود، که با صدمه جدی به مغز در ارتباط است.[۱۶۷]
- یک گیاه‌خوار یا وگن می‌تواند با تغذیه مناسب، پروتئین مورد نیاز خود را به دست آورد.[۱۶۸][۱۶۹] در واقع، پروتئین مصرفی گیاه‌خواران دارای رژیم حاوی شیر و تخم مرغ و وگن‌ها، بیش از مقدار مورد نیاز است.[۱۷۰] اما رژیم‌های سختگیرانه گیاه‌خواری، برای سلامتی بهتر، به مکمل غذایی ویتامین ب۱۲ نیاز دارند.[۱۶۸]
- هضم آدامس هفت سال به طول نمی‌انجامد. در واقع، آدامس غیرقابل هضم است و به همراه مواد دیگر، از سیستم گوارش عبور می‌کند.[۱۷۱][۱۷۲]
- کافور در کم کردن تمایل جنسی مؤثر نیست، هرچند که باور عمومی در بین مردم ایران این است که از آن به عنوان کاهش‌دهندهٔ تمایلات جنسی در سربازخانه‌ها و پادگان‌ها و دانشگاه‌ها استفاده می‌شود. در حالی‌که تحقیقات انجام‌شده  نشان می‌دهد که مصرف کافور در بالاترین دوز ممکن، می‌تواند حتی باعث افزایش فعالیت جنسی گردد.[نیازمند منبع]

#### روابط زناشویی
- این باور که داشتن رابطه جنسی چند روز پیش از یک رویداد یا مسابقه ورزشی، بر روی انسان تأثیر منفی می‌گذارد، هیچ اساس فیزیولوژیکی ندارد.[۱۷۳] در حقیقت، پیش‌بینی می‌شود، که داشتن رابطه جنسی پیش از فعالیت ورزشی، سبب بالا رفتن میزان تستوسترون در مردها می‌شود، که می‌تواند عملکرد آن‌ها را به‌طور قابل‌ملاحظه‌ای ارتقا ببخشد.[۱۷۴]

#### مغز

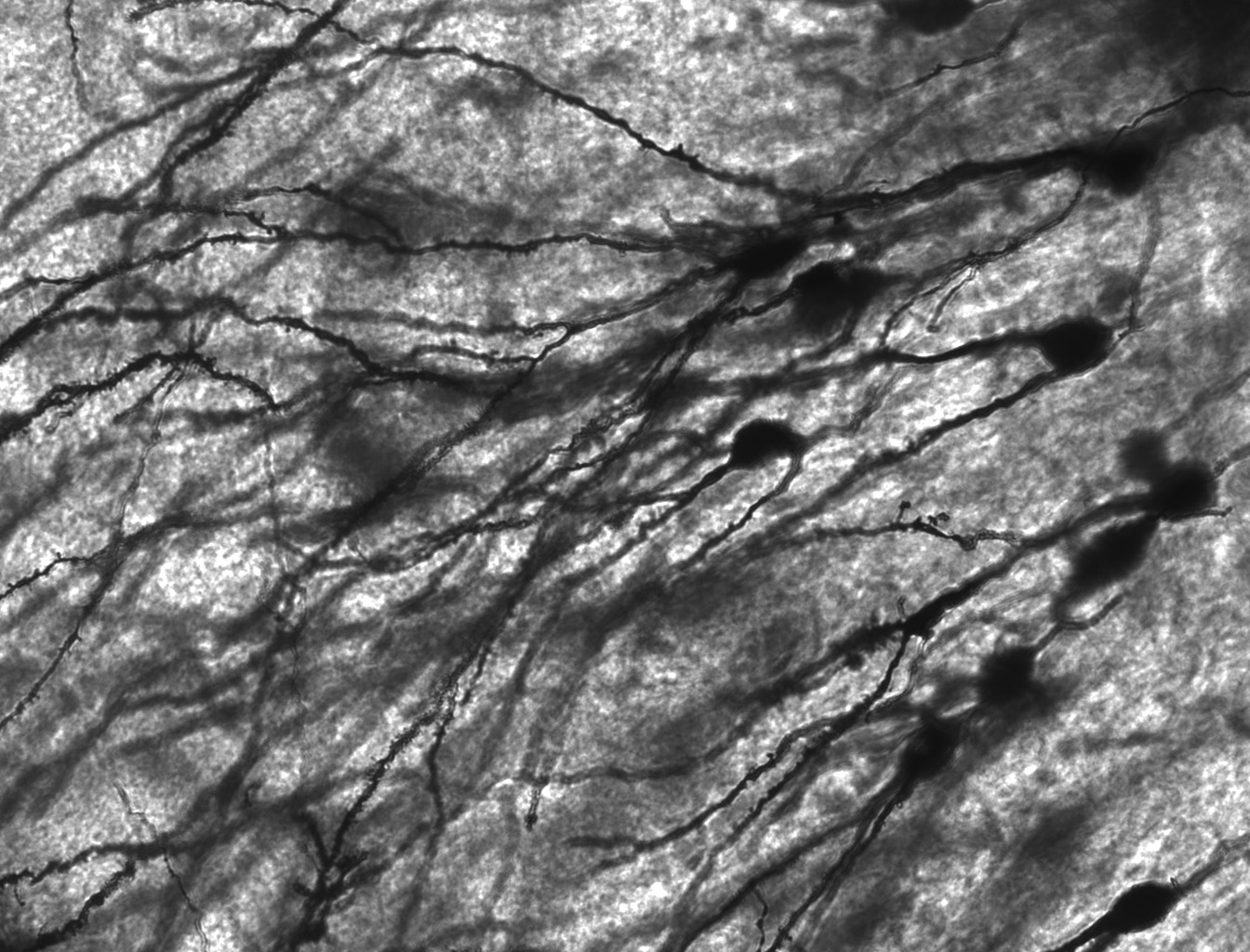
یاخته‌های عصبی دستگاه گلژی در بافت هیپوکامپ انسان. اعتقاد بر این است که مغز انسان نمی‌تواند سلول‌های تازه تولید کند، اما تحقیقات نشان می‌دهد که برخی یاخته‌های عصبی می‌توانند در انسان دوباره شکل بگیرند.

- توانایی‌های ذهنی، به‌طور کامل به دو نیم‌کره مغزی چپ و راست تقسیم نمی‌شود.[۱۷۵] برخی عملکردهای ذهنی مانند گفتار و زبان (به عنوان مثال ناحیه بروکا، ناحیه ورنیکه) بیشتر تمایل دارند تا یکی از نیم‌کره‌های مغز را فعال کنند. اگر در اوایل زندگی، یکی از نیم‌کره‌ها آسیب ببینند، نیم کره دیگر می‌تواند بخش یا تمام این فعالیت‌ها را پوشش دهد. (انعطاف‌پذیری عصبی را ببینید). توانایی‌های دیگر مانند کنترل حرکتی، حافظه و منطق، به‌طور مساوی، هر دو نیم‌کره را به کار می‌گیرند.[۱۷۶]
- پیش از سال ۱۹۹۸،[۱۷۷] پنداشته می‌شد که تا دوسالگی، تمام سلول‌های مغز انسان تولید می‌شوند.[۱۷۸] اکنون ما می‌دانیم که سلول‌های عصبی پس از زایمان در مغز تولید می‌شوند. پژوهشگران شاهد تولید نورون در پرندگان،[۱۷۹] میمون‌های باستان[۱۸۰] و انسان بوده‌اند.[۱۸۱] انواع به بلوغ رسیده از این گونه‌ها سلول‌های بنیادی چند توانی عصبی را در ناحیه ساب‌ونتریکولار بطن‌های طرفی و ناحیه ساب‌گرانولار شکنج دندان‌دارحفظ می‌کنند.[۱۸۲][۱۸۳] نورون‌های عصبی تازه متولد شده که در این مکان‌ها تولید می‌شوند، به ترتیب به پیاز بویایی و شکنج دندان‌دار انتقال می‌یابند، و با رشته‌های عصبی ادغام می‌شوند. عملکرد و اهمیت فیزیولوژیکی سلول‌های عصبی تولیدشده در زمان بلوغ، هنوز نا مشخص است. برخی مطالعات پیش‌بینی می‌کنند که تولید پس از زایمان نورون‌ها، در نوقشر نیز اتفاق می‌افتد.[۱۸۴][۱۸۵][۱۸۶] این ایده در حال بحث و بررسی است.[۱۸۷]
- مردم فقط از ده درصد از مغزشان استفاده نمی‌کنند. اگرچه اقلیت کمتری از یاخته‌های عصبی مغز در زمانی معین به‌طور فعال عمل می‌کنند، یاخته‌های عصبی غیرفعال نیز مهمند.[۱۸۸][۱۸۹] این باور غلط حد اقل از اوایل قرن ۲۰ام در فرهنگ آمریکایی‌ها رایج است و به ویلیام جیمز نسبت داده می‌شود. او به‌طور استعاری این مطلب را بیان می‌کرد.[۱۹۰]

### علم مواد
- اکثر الماس‌ها از زغال‌سنگ فشرده ایجاد نمی‌شوند. بیش از ۹۹ درصد الماس‌هایی که تاکنون استخراج شده است، در شرایط گرما و فشار فراوان در عمق ۹۰ مایلی (۱۴۰ کیلومتری) از سطح زمین شکل گرفته‌اند. زغال‌سنگ از گیاهان ماقبل تاریخ شکل گرفته و در نزدیک سطح زمین دفن شده است و با توجه به فرایندهای زمین‌شناسی رایج، احتمال جابجایی بیش از ۲ مایل (۳٫۲ کیلومتر) آن‌ها خیلی کم است. قدمت بیشتر الماس‌های بررسی شده، به مدت‌ها پیش از نخستین گیاهان سطح زمین بازمی‌گردد، و به همین دلیل از زغال‌سنگ قدیمی ترند. این امکان وجود دارد که الماس‌ها از فرورانش زغال‌سنگ و تأثیرات شهاب‌وار ایجاد شوند، اما الماس‌هایی که به این شکل تولید می‌شوند بسیار نادرند، و احتمال تشکیل از سنگ‌های کربنی بیش از زغال‌سنگ است.

## ورزش
- آبنر دابلدی بسکتبال را اختراع نکرده است.[۱۹۱][۱۹۲] (ریشه بسکتبال را ببینید)
- کمربند مشکی در هنرهای رزمی لزوماً به معنای درجهٔ استادی و تخصص نیست. این نشان نخستین بار در دههٔ ۱۸۸۰ در رشتهٔ جودو برای بیان تسلط و صلاحیت در روش‌های مقدماتی این ورزش به کار گرفته شد. درجات و مراتب بالاتر از کمربند مشکی در رشته‌های گوناگون به اشکال متفاوتی وجود دارد. در جودو و برخی هنرهای رزمی آسیایی، به دارندگان درجه‌های بالاتر، کمربندهایی دارای رنگ‌های قرمز و سفید اعطا می‌شود و فردِ در بالاترین مرتبه نیز کمربندی به رنگ تماماً قرمز دریافت می‌کند.[۱۹۳]

## مذهب

### بودیسم
- گوتاما بودا فرد چاقی نبود. «بودای خندان»، یکی از قهرمانان مردم چین در سدهٔ دهم بود که بودای نام داشت. در فرهنگ بودایی چینی، بودا به عنوان حلول میتریا مورد احترام فراوانی است. او همان بوداسف است که به بودا تبدیل خواهد شد و بعد از آموزه‌های بودای اصلی، گوتاما بودا، بوداییان را نجات خواهد داد.[۱۹۴]
- بودا یک خدا نیست. در بودیسم اولیه، گوتاما بودا هیچ یار آسمانی نداشت و با تکیه به «اعتماد به نفس، نظم شخصی و تلاش فردی»[۱۹۵] به موفقیت دست یافت. اما، در توسعه‌های بعدی بودیسم مهایانه، به ویژه بودیسم آمیداگرایی در مدرسه بودیسم چینی سرزمین پاک، اعتقاد بر این بود که بودا یک رستگار است. پیروان بودیسم آمیداگرایی ایمان دارند که انسان دوباره در سرزمین پاک غربی متولد می‌شود.[۱۹۶]

### مسیحیت
- هیچ مدرکی دال بر تولد مسیح در ۲۵ دسامبر وجود ندارد.[۱۹۷] کتاب مقدس هرگز روز ۲۵ دسامبر را بیان نمی‌کند، اما به روزی نزدیک به سپتامبر اشاره دارد.[۱۹۷] تعیین یک روز ثابت به پاپ ژولیوس یکم نسبت داده می‌شود، زیرا او در سال ۳۵۰ میلادی روز بیست و پنجم دسامبر را روز رسمی جشن تولد اعلام کرد.[۱۹۸][۱۹۹] این تاریخ در ابتدا مطابق انقلاب زمستانی رومی ۹ ماه بعد از جشن تبشیر (روزی که جبرئیل بشارت مسیح را به مریم داد) یا یکی از جشن‌های باستانی مختلف انتخاب شد.[۲۰۰]
- آبستن معصومانه نه مترادف تولد مسیح از مادر باکره است و نه باور تولد مریم از مادر باکره، باور قابل قبولیست. کاتولیک‌های رومی باور دارند که مریم از لحظه باردار شدن، از گناه نخستین به دور بود.[۲۰۱]
- اینکه مریم مجدلیه پیش از مسیح یک فاحشه بود، در هیچ جای کتاب مقدس به چشم نمی‌خورد. در انجیل لوقا، درست پیش از داستان معرفی مریم مجدلیه برای نخستین‌بار، داستان زنی آمده است که به گناهکاری (شاید به معنای فاحشگی باشد) شهرت یافته بود. کلیسای کاتولیک، از زمان پاپ گرگوری یکم در سدهٔ ششم بیان داشت که این دو داستان دربارهٔ یک نفرند، و این بدان معناست که پیش از گرویدن مریم مجدلیه به مسیحیت، او یک فاحشه بود. با این وجود، هیچ مدرک واقعی مبنی بر این موضوع از کتاب مقدس وجود ندارد، و بیشتر محققان امروزی ادعا می‌کنند که به احتمال فراوان او یک فاحشه نبود، و حتی کلیسای کاتولیک دیگر ادعا نمی‌کند که آن دو داستان انجیل لوقا دربارهٔ یک نفر است.[۲۰۲][۲۰۳][۲۰۴]
- جزم‌باوری کاتولیک‌های رومی بیان نمی‌کند که پاپ معصوم است و این‌که همیشه از خطا و اشتباه به دور نمی‌باشد.[۲۰۵] جزم‌باوری کاتولیک از سال ۱۸۷۰ بیان می‌کند که آموزش جزمی موجود در وحی که به وسیله پاپ رواج یافته است، (فوری و تحت شرایط ویژه) عاری از اشتباه است، اگرچه با وجود پاپ‌های اخیر که حکومت خود را بدون حتی یک نیایش به پایان می‌رسانند، نیایش رسمی عصمت پاپی بسیار نادر است.

### یهودیت
- میوه ممنوعه آورده شده در سفر پیدایش معمولاً سیب در نظر گرفته‌شده[۲۰۶] و در هنر غربی هم عمدتاً چنین تصویر گردیده است. هرچند کتاب مقدس به‌طور مشخص به نوع آن اشاره نمی‌کند. متون عبری اصیل تنها به میوه و درخت اشاره می‌کنند. ترجمه‌های لاتین اولیه از واژهٔ mali استفاده می‌کنند که می‌تواند هم معنای بد و هم معنای سیب را بدهد. هنرمندان آلمانی و فرانسوی از قرن دوازدهم به بعد معمولاً میوه را به صورت سیب ترسیم کرده‌اند. جان میلتون در کتاب خود صراحتاً میوه را سیب برشمرده است.[۲۰۷] دانشمندان یهودی گفته‌اند که میوه می‌تواند به انگور، انجیر، گندم یا نوعی لیمو نیز اشاره کند.[۲۰۸][۲۰۹][۲۱۰]

## فناوری

### اختراع‌ها
- جورج واشینگتن کارور، کره بادام زمینی را اختراع نکرده است. البته او سیصد کاربرد بادام زمینی و صدها کاربرد دانه سویا، گردو آمریکایی و سیب‌زمینی شیرین را کشف کرد.[۲۱۱][۲۱۲]
- توماس کراپر، سیفون توالت را اختراع نکرده است.[۲۱۳] سیفون توالت برای نخستین‌بار در حدود ۲۶ قرن پیش از میلاد مسیح، در تمدن دره سند استفاده شد. مخترع توالت فرنگی جان هارینگتون، از دربار ملکه الیزابت بود. او به دلیل چاپ کتابی که موضوعش تمسخر افراد مهم جامعه بود، از دربار طرد شد.[۲۱۴] اما کراپر محبوبیت آن را افزایش داد و برخی اختراعات مرتبط با آن مانند مکانیزم بالکوک که برای پر کردن مخزن توالت استفاده می‌شود را اختراع نمود. واژهٔ "crap" نیز از نام او گرفته نشده است.[۲۱۵]
- جیمز وات نه موتور بخار را اختراع کرد[۲۱۶] و نه از حرکت در کتری در حال جوشیدن برای این کار الهام گرفت بلکه او نخستین موتور بخار تجاری را با توسعه و بهبود موتور بخار نیوکامن ساخت و موتور ساخته‌شده توسط او بعدها بسیار مشهور شد.[۲۱۷]
- توماس ادیسون لامپ حبابی را ابداع نکرد.[۲۱۸] او در سال ۱۸۸۰ یک طرح قابل تحقق و تولید برای لامپ حبابی مطرح کرد (با استفاده از یک رشته از جنس بامبوی کربنیزه) و البته یک سال بعد جوزف سوان در سال ۱۸۸۱ یک ساختار کارآمدتر را (با استفاده از رشتهٔ سلولوزی) مطرح نمود.
- هنری فورد نه خودرو را ابداع کرد و نه خط مونتاژ را. او خط مونتاژ را، گاهی با دانش مهندسی خودش و البته معمولاً با پشتیبانی مالی از کارهای دیگر کارمندان خود، تا حد زیادی بهبود داد.[۲۱۹][۲۲۰] افتخار اختراع نخستین خودروی مدرن به کارل بنز، یکی از بنیان‌گذاران مرسدس بنز، نسبت داده می‌شود و خط مونتاژ نیز در طول تاریخ شکل گرفته و وجود داشته است.[۲۲۱]
- گولیلمو مارکونی رادیو را اختراع نکرد بلکه آن را برای ارتباطات و به‌کارگیری عمومی گسترش داد.[۲۲۲] در تاریخ از شخص خاصی به عنوان مخترع رادیو نام برده نشده است.

### رایانه‌ها
- رایانه‌های مکینتاش در برابر بدافزارهایی نظیر اسب‌های تروآ ایمن نیستند.[۲۲۳] هرچند تعداد بدافزارهای موجود برای آن‌ها بسیار کمتر از تعداد متناظر برای ویندوز است، و در نتیجه بسیار کمتر به این بدافزارها آلوده می‌شوند.[۲۲۴]

## حمل‌ونقل
- فضولات دستشویی هیچ‌گاه به‌طور عمدی از هواپیما بیرون ریخته نمی‌شوند، همهٔ ضایعات در مخزن‌هایی ذخیره می‌شوند و روی زمین توسط تجهیزات ویژه‌ای تخلیه می‌گردند.[۲۲۵] یخ آبی به خاطر سوراخ شدن اتفاقی مخزن و نشتی از آن ایجاد می‌شود. از طرفی قطارها در گذشته پسماند خود را روی مسیر تخلیه می‌کردند که البته امروزه قطارها معمولاً دارای مخزن نگهداری فضولات هستند.